# 李强 (1955年)
李强（1955年—），男，江苏沭阳人，中华人民共和国江苏省原政治人物。

## 生平
早年参加中国人民解放军，1987年，担任南京军区司令部军务装备部副团职参谋。1994年，担任南京市人民政府办公厅副主任。1996年，担任南京市白下区委副书记、区长。2000年，任南京市建邺区委书记。2005年，升任中共盐城市委常委、常务副市长；2006年4月任盐城市委副书记、代市长；2007年1月任盐城市长。2011年9月，升任中共连云港市委书记。。2014年9月，因涉嫌严重违纪违法接受组织调查。2015年3月，因涉嫌受贿罪被检方立案侦查，同年9月被提起公诉。